# Папер-Таун (Грама Ніладхарі)
Грама Ніладхарі Папер-Таун (№ 210) — Грама Ніладхарі підрозділу ОС Західний Коралай-Патту, округ Баттікалоа, Східна провінція, Шрі-Ланка.

## Демографія
| Населення (2007) | Населення (2007) | Населення (2007) | Населення (2007) | Населення (2007) |
| Населення        | Чоловіки         | Жінки            | Діти             | Дорослі          |
| ---------------- | ---------------- | ---------------- | ---------------- | ---------------- |
| 3307             | 1658             | 1649             | 1375             | 1932             |